# Nežárka (rzeka)
Nežárka – rzeka w południowych Czechach, prawy dopływ Lužnice (ujście w Veselí nad Lužnicí). Długość rzeki wynosi 56 km, a średni przepływ 10,6 m³/s (w Lásenicach).